# Cmentarz ewangelicki przy ul. Francuskiej w Katowicach
Cmentarz ewangelicki przy ul. Francuskiej w Katowicach – nekropolia przy ul. Francuskiej w Katowicach, będąca własnością katowickiej parafii ewangelicko-augsburskiej. Rozciąga się między ulicami: Francuską, Powstańców Śląskich i Konstantego Damrota, graniczący z cmentarzem katolickim. W lutym 1993 została wpisana do rejestru zabytków.

## Historia
Powstał w 1884 jako drugi cmentarz parafii i rozszerzenie cmentarza ewangelickiego przy ul. Damrota założonego w 1856. Pierwszy cmentarz, na którym znajdował się m.in. grób Friedricha Grundmanna, został po wojnie w latach 50. i 60. zniszczony i zlikwidowany.
W latach 70. XX w. wydzielono na cmentarzu sektor na potrzeby pochówków dokonywanych przez katolicką Parafię Niepokalanego Poczęcia Najświętszej Maryi Panny.
Na cmentarzu istnieje Pomnik „Sybirakom – Sybiracy”.

## Pochowani
- Jerzy Chmielowski (1925–2016) – biolog
- Karol Gandor – profesor nauk prawnych[6]
- Tadeusz Kijonka – pisarz
- Jan Kłymko (1910–1996) – polski Sprawiedliwy wśród Narodów Świata[7].
- Edward Kozikowski – pisarz
- Janusz Meuszyński – archeolog
- Paweł Podbiał (1924-1982) – prezydent Katowic w latach 1971–1974
- Mirosław Podsiadło (1925–2004) – działacz społeczny, poseł
- Kazimierz Popiołek (1903–1986) – historyk dziejów Górnego Śląska, pierwszy rektor Uniwersytetu Śląskiego[4]
- Marian Pytasz (zm. 2016) – profesor nauk przyrodniczych, pierwszy dziekan Wydziału Biologii Uniwersytetu Śląskiego w latach 1973–1975[8]
- Stefan Rogaczewski (1927–2018) – duchowny baptystyczny, wieloletni członek i skarbnik Naczelnej Rady Kościoła Chrześcijan Baptystów w PRL[9]
- Michał Scipio del Campo (1887–1984) – inżynier, nestor polskiego lotnictwa[4]
- Wojciech Smykowski (1892–1955) – muzyk, pedagog, działacz komunistyczny[10]
- Mieczysław Sośniak – profesor nauk prawnych[11]
- Wilhelm Szewczyk (1916–1991) – literat i działacz społeczny[4]
- bp Tadeusz Szurman (1954–2014) – duchowny luterański, zwierzchnik diecezji katowickiej Kościoła Ewangelicko-Augsburskiego
- Robert Zimmermann (1844–1910)[12] – niemiecki przedsiębiorca budowlany polskiego pochodzenia.